# Monte Aprazível
Monte Aprazível là một đô thị ở bang São Paulo của Brasil. Đô thị này nằm ở vĩ độ 20º46'21" độ vĩ nam và kinh độ 49º42'51" độ vĩ tây, trên khu vực có độ cao 475 m. Dân số năm 2004 ước tính là 18.879 người. 
Đô thị này có diện tích 482,9 km². 

## Thông tin nhân khẩu
Dữ liệu điều tra - 2008
Tổng dân số: 19.745
- Dân số thành thị: 17.070
- Dân số nông thôn: 2.675

Mật độ dân số (người/km²): 38,13
Tỷ lệ tử vong trẻ sơ sinh dưới 1 tuổi (trên một triệu người): 12,19
Tuổi thọ bình quân (tuổi): 73,31
Tỷ lệ sinh (số trẻ trên mỗi bà mẹ): 1,92
Tỷ lệ biết đọc biết viết: 90,12%
Chỉ số phát triển con người (HDI-M): 0,808
- Chỉ số phát triển con người - Thu nhập: 0,739
- Chỉ số phát triển con người - Tuổi thọ: 0,805
- Chỉ số phát triển con người - Giáo dục: 0,880

(Nguồn: IPEADATA)

### Sông ngòi
- Represa Lavínio Luchesi
- Sông São José dos Dourados
- Córrego Água Limpa

### Các xa lộ
- SP-310 - Feliciano Sales Cunha
- João Pedro de Rezende